# Top Chef Italia (seconda edizione)
La seconda stagione della versione italiana del programma televisivo Top Chef Italia è trasmessa dal 7 settembre al 9 novembre 2017 su NOVE.
Anche in questa edizione non ci sono presentatori e i giudici sono gli chef stellati Annie Féolde, Giuliano Baldessari e Mauro Colagreco. A differenza della precedente stagione, vi è un giudice in meno (Moreno Cedroni) e i concorrenti in gara sono sedici (uno in più rispetto alla passata edizione).

## Concorrenti
| Concorrente        | Età | Provenienza        | Occupazione               | Posizione |
| ------------------ | --- | ------------------ | ------------------------- | --------- |
| Fabiana Scarica    | 28  | Vico Equense       | Chef Patron               | 1ª        |
| Victoire Gouloubi  | 36  | Sesto San Giovanni | Chef Executive            | 2ª        |
| Luca Natalini      | 28  | Borgo a Buggiano   | Chef Patron               | 3º        |
| Cinzia Fumagalli   | 50  | Lecco              | Chef e docente            | 4ª        |
| Matteo Puccio      | 38  | Spoleto            | Chef Executive            | 5°        |
| Majda Nabaoui      | 22  | Modena             | Chef                      | 6ª        |
| Francesco Germani  | 39  | Milano             | Chef Patron               | 7°        |
| Cristian Orsini    | 31  | Cori               | Chef consulente           | 8°        |
| Andrea Fugnanesi   | 22  | Sigillo            | Demi chef de partie       | 9°        |
| Bonetta Dell'Oglio | 50  | Palermo            | Chef itinerante           | 10ª       |
| Giuseppe Cannillo  | 29  | Corato             | Chef                      | 11°       |
| Massimo Biale      | 51  | Camponogara        | Chef Aeronautica Militare | 12°       |
| Michele Elia       | 34  | Trani              | Chef patron               | 13°       |
| Federica Atzeri    | 24  | Cagliari           | Aiuto cuoco               | 14ª       |
| Marco Failla       | 29  | Vittoria           | Chef Executive            | 15°       |
| Andrea Astolfi     | 20  | Tuscania           | Aiuto cuoco               | 16°       |

## Puntate

### Prima puntata
Data: Giovedì 7 settembre 2017
- Quickfire Test
  - Svolgimento: In questa prova i sedici aspiranti chef sono stati divisi in due gruppi da otto ed in 60 minuti dovevano preparare un piatto insieme allo chef Baldessari e allo chef Colagreco. Il primo gruppo, doveva cucinare un proprio piatto seguendo le indicazioni di Giuliano Baldessari, con gli ingredienti contenuti in tre cloche aperte in momenti differenti che erano asparagi bianchi, neri e verdi; uova (di quaglia, di gallina, di lompo); agrumi (arance, limoni, pompelmi, finger lime). Il secondo gruppo, invece, doveva cucinare un piatto seguendo le indicazioni di Mauro Colagreco, utilizzando tre ingredienti di vario colore indicati sotto le cloche che erano bianchi, neri e rossi prendendoli dalla dispensa. Al termine della sfida, tutti i piatti sono stati sottoposti all'assaggio decretando il peggiore che andava al Cook Off.
  - Concorrenti in gioco del primo gruppo: Fabiana, Federica, Cinzia, Luca, Andrea F., Francesco, Michele, Giuseppe
  - Concorrenti in gioco del secondo gruppo: Andrea A., Massimo, Bonetta, Victoire, Majda, Cristian, Matteo, Marco
  - Piatto peggiore:   Nel bene e nel male (Giuseppe)
- Cook Off
  - Tema:  Insalata nizzarda o Pici toscani alle briciole. Lo chef peggiore del Quickfire Test ed un altro a sua scelta preso dal gruppo dei peggiori, si sono dovuti sfidare ai fornelli e preparare in 30 minuti una propria versione di uno dei due piatti scelti dallo sfidato. Lo sfidato ha scelto i Pici toscani.
  - Proposte:   Tra povertà e innovazione c'è ricchezza e tradizione (Giuseppe); Miseria e Nobiltà (Andrea A.)
  - Eliminato:  Andrea A.

### Seconda puntata
Data: Giovedì 14 settembre 2017
- Quickfire Test
  - Svolgimento: In questa prova i quindici aspiranti chef sono stati divisi in due gruppi ed in 60 minuti dovevano preparare un piatto a tema della prova. Il primo gruppo, doveva replicare il piatto preparato dallo chef Giuliano Baldessari Illusione a base di pasta di mozzarella preparata a mano con cuore di acqua di pomodoro. In questa prova, gli chef potevano disporre cartellini gialli per disporre un richiamo o rossi, i quali facevano terminare anzitempo la preparazione del piatto da parte dei concorrenti facendoli portare a rischio di eliminazione se questi sbagliavano la tecnica di preparazione o qualche passaggio nella prova. Il secondo gruppo, invece, insieme agli chef Colagreco e Baldessari, in una riproduzione di un villaggio neolitico in Valcamonica dovevano preparare un piatto il cui ingrediente principale è l'anatra, spennandola con un coltellino di pietra e cucinandola in varie versioni con l'aiuto del fuoco di un falò.
  - Concorrenti in gioco del primo gruppo: Cinzia, Bonetta, Cristian, Giuseppe, Marco, Majda, Federica.
  - Concorrenti in gioco del secondo gruppo: Andrea F., Luca, Matteo, Massimo, Francesco, Fabiana, Victoire, Michele.
  - Piatti peggiori:  Nessun piatto[1] (Marco); Il dono di Dea Kalì (Michele)
- Cook Off
  - Tema:  In questa prova, i due chef peggiori del Quickfire Test, hanno dovuto cucinare in coppia scegliendo ognuno il compagno dell'altro nel gruppo opposto dei peggiori. Il tema del Cook Off, era di preparare un piatto utilizzando gli ingredienti posti sotto le due cloches. Nella prima cloche, vi erano i gamberi rossi scelti da Matteo Fronduti; mentre nella seconda vi era il cuore di vitello scelto da Matteo Torretta. Il tempo di preparazione dei piatti era di 30 minuti, e durante la preparazione le coppie potevano avvalersi di un aiuto di 5 minuti da parte degli chef Matteo Fronduti o Matteo Torretta a seconda del colore della propria squadra.
  - Proposte:  Due cuori sotto una cappa (Cristian e Michele, squadra gialla); Da Nord a Sud in fretta (Marco e Francesco, squadra blu)
  - Coppia peggiore:    Marco e Francesco
    - Eliminato:  Marco

### Terza puntata
Data: Giovedì 21 settembre 2017
- Quickfire Test
  - Svolgimento: Tutti gli chef rimasti in gara, hanno dovuto preparare un piatto in 60 minuti utilizzando come ingrediente principale le cipolle.
  - Piatto migliore:  Ricordo d'infanzia (Luca)
  - Piatto peggiore:  Sa Burra (Federica)
- Cook Off
  - Tema:  Costolette di agnello o Salsiccia luganega. Lo chef peggiore della prima prova ed un altro a sua scelta, si sono dovuti sfidare ai fornelli e preparare in 30 minuti un piatto a base di uno degli ingredienti scelti dallo sfidato. Lo sfidato ha scelto le Costolette di agnello.
  - Proposte:  Agnello alla sarda (Federica); Agnello c'è non c'è (Michele)
  - Eliminati:  Federica e Michele[2]
- L'Esterna: In questa prova, lo chef migliore del Cook Off poteva scegliere se vincere il premio di 5.000 € oppure avere un vantaggio in questa prova. Luca, vincitore del Cook Off, ha scelto il vantaggio che è consistito nell'essere caposquadra della sua brigata scegliendo tre chef da arruolare nel suo gruppo e scegliere i capisquadra delle altre due brigate assegnando ad ognuna un colore. I gruppi erano così composti: Luca (caposquadra), Victoire, Giuseppe e Majda (squadra rossa); Andrea (caposquadra), Bonetta, Cinzia, Matteo (squadra gialla); Cristian (caposquadra), Francesco, Fabiana e Massimo (squadra blu). Il tema della manche, era preparare un baby menù gourmet in 75 minuti utilizzando come ingredienti: crostacei, verdure, fegato e quinoa. Ad assaggiare i piatti oltre ai giudici, vi erano anche un gruppo di sei bambini, i quali hanno contribuito al giudizio finale. Al termine della manche, la squadra peggiore è andata al Final Blade.
  - Proposte:  Magia (squadra rossa); Lollipop, un due tre (squadra gialla); Mangioco (squadra blu)
  - Concorrenti peggiori:  Squadra blu.
- Final Blade
  - Sfidanti:  Cristian, Francesco, Fabiana e Massimo
  - Prova:  In questa prova, i quattro chef peggiori della manche precedente, hanno dovuto preparare in 30 minuti una propria versione di tramezzini.
  - Eliminato: Bagnacauda nel pane (Massimo)

### Quarta puntata
Data: Giovedì 28 settembre 2017
- Quickfire Test
  - Svolgimento: In questa prova, tutti gli chef rimasti in gara hanno dovuto fare una propria versione dello 'mbuttunatu napoletano, cioè di una farcita all'interno di verdure o altre pietanze in 60 minuti.
  - Ospiti: lo chef Roberto Di Pinto e sua mamma Rosa.
  - Piatto migliore:   La bella Napoli (Victoire)
  - Piatto peggiore:  Dentro (Cinzia)
- Cook Off
  - Tema:  Spaghetti con le vongole o Rigatoni con il guanciale. Lo chef peggiore della prima prova ed un altro a sua scelta, si sono dovuti sfidare ai fornelli e preparare in 45 minuti un piatto a base di uno degli ingredienti scelti dallo sfidato. Lo sfidato ha scelto gli spaghetti alle vongole.
  - Proposte:   Passaggio a Sud (Cinzia); Scusate per qualcosa (Giuseppe)
  - Eliminati:  -[3]
- L'Esterna: In questa prova, lo chef migliore del Cook Off poteva scegliere se vincere il premio di 5.000 € oppure qualificarsi per la puntata successiva. Victoire, vincitrice del Cook Off, ha scelto il premio in denaro rimanendo in gioco. Prima della manche, i giudici hanno stabilito i capisquadra delle tre brigate e questi ultimi potevano scegliere due compagni da arruolare. Il compagno che non è stato scelto (Bonetta) doveva tentare di salvarsi al Final Blade. Le brigate erano così composte: Majda (caposquadra), Luca e Victoire (squadra rossa); Matteo (caposquadra), Francesco e Andrea (squadra gialla); Fabiana (caposquadra), Cristian e Cinzia (squadra blu). Formulate le brigate, tutte sono partite verso la città abruzzese di Guardiagrele che ha dato i natali allo chef Mauro Colagreco e alla sua famiglia, il quale ha ricevuto la cittadinanza onoraria da parte del sindaco. Ogni brigata doveva preparare in 70 minuti per 25 persone una versione di un piatto a base di carne locale nel rispetto della tradizione abruzzese, cucinando ognuna nella cucina casalinga di un appartamento della famiglia Colagreco. Gli ingredienti base dei piatti delle tre squadre erano: coniglio (squadra rossa); guance di maiale (squadra gialla); cosciotto di agnello (squadra blu). Al termine della manche, le due squadre che hanno estratto dal ceppo il coltello con la punta arancione si sono salvati mentre la squadra peggiore è andata al Final Blade.
  - Sede: Guardiagrele
  - Proposte:  Coniglio cacio e pane (Squadra rossa); Viaggio in casa Colagreco (Squadra gialla); Transumanza (Squadra blu)
  - Concorrenti peggiori:  Squadra gialla
- Final Blade
  - Sfidanti:  Matteo, Francesco, Andrea, Bonetta e Giuseppe
  - Prova:  Gli chef peggiori per potersi salvare dovevano preparare in 30 minuti un piatto a base di frutta secca o essiccata.
  - Eliminato: I consigli servono a questo (Giuseppe)

### Quinta puntata
Data: Giovedì 5 ottobre 2017
- Quickfire Test
  - Svolgimento: In questa prova, sotto delle cloche, gli chef hanno trovato una foto dei propri cari e dei ricordi di un viaggio fatto insieme ad un parente, un familiare, un amico o il proprio partner. Lo scopo della manche, era quello di preparare in 60 minuti un piatto che ricordi quel viaggio e il luogo visitato.
  - Ospiti:
  - Piatto migliore:  Vieni in Marocco con me (Majda)
  - Piatto peggiore:  London Time (Bonetta)
- Cook Off
  - Tema:  In questa prova, lo chef peggiore e lo sfidato hanno dovuto preparare in 40 minuti tre varietà di pintxo. Per ogni giudice, bisognava preparare un pintxo: acido per Baldessari; piccante per Colagreco; al formaggio per Féolde. Al termine della prova per ogni pintxo preparato bene, lo chef dava un punto e chi ne ha ricevuti di più si è salvato, mentre l'altro è stato eliminato.
  - Eliminata:  Bonetta
- L'Esterna: In questa prova, lo chef vincitore del Quickfire Test, poteva scegliere tra un premio di 5.000 € in gettoni d'oro o l'immunità fino al Final Blade. Quest'ultimo ha scelto la prima opzione. Tutti i concorrenti, sono stati divisi in tre brigate: Victoire, Cinzia e Cristian (squadra gialla); Fabiana, Francesco e Majda (squadra rossa); Luca, Matteo e Andrea (squadra blu). Per ogni brigata, come capitani vi erano: lo chef Colagreco per la squadra blu, lo chef Baldessari per la squadra gialla ed Ernst Knam per la squadra rossa. Lo scopo della prova, era preparare tre piatti a brigata usando lo stoccafisso come ingrediente principale in 70 minuti, poi, a tempo scaduto uno dei piatti preparati dai compagni poteva essere scartato dallo chef capitano di squadra. Al termine della manche, dopo che lo chef Féolde ha assaggiato tutti i piatti, le due squadre che hanno estratto dal ceppo il coltello con la punta arancione si sono salvati mentre la squadra peggiore è andata al Final Blade.
  - Ospiti: Ernst Knam
  - Concorrenti peggiori:  Squadra blu
- Final Blade
  - Sfidanti:  Luca, Matteo e Andrea
  - Prova:  In questa prova, i tre chef peggiori dell'Esterna, dovevano preparare una loro versione della Torta Foresta Nera destrutturata in 60 minuti. Durante lo svolgimento della gara, gli chef potevano richiedere l'aiuto da parte di Ernst Knam per cinque minuti.
  - Eliminato: Andrea

### Sesta puntata
Data: Giovedì 12 ottobre 2017
- Quickfire Test
  - Svolgimento: In questa prova, gli chef hanno dovuto preparare una loro versione della lasagna in 60 minuti.
  - Ospiti: la sfoglia Luisa
  - Piatto migliore:   Vorrei ma non posso (Cinzia)
  - Piatto peggiore:  Lasagna nell'orto (Majda)
- Cook Off
  - Tema:  Nel Cook Off, lo chef peggiore del Quickfire Test, e lo sfidato a sua scelta hanno dovuto preparare in 40 minuti, un piatto utilizzando come ingrediente principale il caffè.
  - Proposte:  Se un'orata incontrasse un risotto al caffè (Matteo); Il protagonista (Majda)
  - Eliminato:  -[4]
- L'Esterna: Prima di iniziare la gara, lo chef migliore del Quickfire Test, poteva scegliere se vincere un premio di 5.000 € in gettoni d'oro oppure fare una giornata di shopping con lo chef Fèolde. Il vincitore ha scelto il premio in denaro. In questa prova, gli chef al Porto antico di Genova dovevano preparare in 20 minuti, 250 grammi di pesto alla genovese con il mortaio. Gli chef peggiori del Cook Off, hanno dovuto prepararlo in 15 minuti. Al termine di questa manche, gli chef che hanno preparato meglio la salsa si sono salvati, mentre gli altri hanno dovuto continuare a cucinare. Nella seconda manche, gli chef ancora in gioco hanno dovuto preparare un piatto a base di pesto in 60 minuti, dove finita la prova i due chef che hanno cucinato meglio si sono salvati mentre gli altri tre si sono dovuti sfidare al Final Blade. 
  - Ospiti: i coltivatori di basilico di Prà Gianni e Raimondo Sacco
  - Sede: Porto antico di Genova
  - Chef migliori (prima manche):  Luca, Fabiana, Majda
  - Chef migliori (seconda manche):  Francesco, Victoire
- Final Blade
  - Sfidanti:  Matteo, Cinzia e Cristian
  - Ospite: lo chef Caterina Lanteri Cravet, titolare del ristorante stellato San Giorgio di Cervo
  - Sede: Palazzo della Meridiana, Genova
  - Prova:  In questa manche, gli chef dovevano cucinare un piatto ispirato al cappon magro in 60 minuti.
  - Eliminato: Cristian

### Settima puntata
Data: Giovedì 19 ottobre 2017
- Quickfire Test
  - Svolgimento: In questa prova, gli chef dopo aver scelto la propria posizione di cottura dovevano preparare in 60 minuti un piatto seguendo l'ingrediente principale e la modalità di cottura posta sotto la cloche. Tutti i concorrenti, dovevano sfidare lo chef Giuliano Baldessari che in 75 minuti doveva preparare tutte e sette le varietà di piatti che gli chef in gara dovevano cucinare. Al termine della manche, lo chef Moreno Cedroni decideva al buio qual era il piatto migliore assaggiandolo e se un concorrente aveva cucinato meglio di Baldessari si salvava altrimenti era a rischio eliminazione. Tra le proposte c'erano: ricciola marinata; cappesante fritte; scorfano in umido; anguilla alla piastra; cernia al cartoccio; coda di rospo in padella e rombo bollito.
  - Ospiti: Moreno Cedroni
  - Piatto migliore:   Scorfano in umido (Fabiana)
  - Piatto peggiore:  Rombo bollito (Francesco)
- Cook Off
  - Tema:  Nel Cook Off, lo chef peggiore del Quickfire Test, e lo sfidato a sua scelta hanno dovuto preparare un piatto in cui quest'ultimo poteva scegliere tra un sacchetto della spesa con cui fare una spesa diversa per sé e per l'avversario con almeno 6 ingredienti e una proteina, cucinandoli a crudo e il fuoco, a disposizione di un solo concorrente. Lo chef sfidato ha scelto la prima opzione, e doveva cucinare insieme all'avversario un piatto in 30 minuti con la possibilità di richiedere l'aiuto dello chef Moreno Cedroni per 5 minuti.
  - Ospite: Moreno Cedroni
  - Proposte: Salmone rivestito (Majda); Disordine apparente (Francesco)
  - Eliminato:  Francesco
- L'Esterna: Prima di iniziare la gara, lo chef migliore del Quickfire Test, poteva scegliere se vincere il bonus immunità da utilizzare fino alla semifinale o un'offerta al buio contenente un premio di 10.000 € in gettoni d'oro. Il vincitore ha scelto l'offerta al buio col premio in denaro, inoltre, poteva scegliere i componenti della propria brigata in qualità di capitano e quelli della squadra avversaria stabilendo chi è il capitano. In questa prova, gli chef divisi in due squadre (Fabiana, Luca, Cinzia per la squadra rossa; Victoire, Majda e Matteo per la squadra gialla) con uno chef come tutor (Annie Féolde per la squadra rossa; Mauro Colagreco per la squadra gialla) dovevano ricreare un piatto cucinato dallo chef Moreno Cedroni dentro una gabbia al buio. Inizialmente, due componenti per squadra in tre minuti dovevano assaggiare il piatto dentro la gabbia, poi, dovevano correre in dispensa per prendere gli ingredienti e cucinare la pietanza in 75 minuti. A metà della gara, poi, i tutor entravano nella gabbia per correggere gli errori del piatto e infine negli ultimi 15 minuti i capi brigata potevano entrare nella scatola nera e vedere per 15 secondi il piatto com'era impiattato. Al termine della manche, il piatto che si è avvicinato meglio a quello cucinato da Moreno Cedroni faceva vincere la squadra che l'ha preparato, mentre l'altra ha dovuto affrontare il Final Blade.
  - Ospite: Moreno Cedroni
  - Chef peggiori:  Squadra gialla
- Final Blade
  - Sfidanti:   Victoire, Majda e Matteo
  - Prova:  In questa manche, ogni chef dalla Scatola Nera che aveva 15 ingredienti, doveva fare la spesa al buio prendendo al massimo cinque ingredienti, poi, con gli ingredienti presi dovevano preparare un piatto insieme ad un proprio collaboratore che ha portato un ingrediente in sostituzione di uno preso all'interno della gabbia in 30 minuti.
  - Eliminata: Majda

### Ottava puntata
Data: Giovedì 26 ottobre 2017
- Quickfire Test
  - Svolgimento: Gli chef dovevano preparare in 60 minuti un piatto utilizzando come ingrediente principale la 'nduja.
  - Ospite: lo chef Caterina Giraudo, titolare del ristorante stellato Dattilo
  - Piatto migliore:   Fuoco a sud dei Tropici (Fabiana)
  - Piatto peggiore:  Un'estate in Calabria (Matteo)
- Cook Off
  - Tema:  In questa prova, gli chef in 40 minuti, hanno dovuto preparare un piatto in cui ogni ingrediente veniva fornito ogni 5 minuti, e i due sfidanti ad ogni cloche presentata potevano scegliere se prendere l'ingrediente contenuto in questa oppure darlo all'avversario.
  - Proposte:  Maialino vagabondo (Luca); Una finale tutta rosa (Matteo)
  - Eliminato:  Matteo
- L'Esterna: Prima d'iniziare la prova, lo chef migliore del Quickfire Test, ha vinto una cena per due persone all'Enoteca Pinchiorri e 5.000 euro in gettoni d'oro. Inoltre, ha avuto la possibilità di scegliere i componenti della sua brigata e il capitano di quella avversaria. In questa prova, gli chef divisi in due brigate hanno dovuto preparare in 75 minuti un menù composto di primo, secondo e dolce da far mangiare Annie Féolde e cinque amiche sue e insieme a loro avevano lo chef Colagreco commis per la brigata gialla composta da Cinzia e Victoire e lo chef Baldessari commis per la brigata rossa composta da Fabiana e Luca.
  - Sede: Enoteca Pinchiorri, Firenze
  - Chef peggiori:  Cinzia e Victoire
- Final Blade
  - Sfidanti:  Fabiana e Luca
  - Ospite:  Palmiro Carlini
  - Prova:  Gli chef in 40 minuti dovevano preparare un piatto di neurocucina utilizzando una serie di spezie.
  - Proposte:  Pensando a Palmiro (Luca); Nudo, crudo e sensuale (Fabiana)
  - Eliminato: -[5]

### Nona puntata
Data: Giovedì 2 novembre 2017
- Quickfire Test
  - Svolgimento: In questa prova, ogni chef doveva preparare con gli ingredienti scelti un piatto in 60 minuti, improvvisando un cooking show raccontando il piatto ogni 5 minuti per concorrente davanti ad una giuria di dodici giornalisti enogastronomici. Lo chef peggiore della puntata precedente, invece, doveva cucinare con gli ingredienti che aveva a disposizione sulla propria postazione. Al termine della prova, tutti i piatti sono stati sottoposti al giudizio degli chef e il migliore vinceva un premio di 5.000 euro in gettoni d'oro.
  - Piatto migliore:   Parmigiana al Nord (Fabiana)
- L'Esterna: I tre chef semifinalisti dalla Palazzina di caccia di Stupinigi, dovevano cucinare un piatto a base di selvaggina in 75 minuti. Lo chef migliore del Quickfire Test poteva scegliere l'ingrediente principale del suo piatto e assegnare gli altri tre agli avversari, inoltre, poteva scegliere uno chef avversario da mandare al Final Blade. Gli ingredienti erano: il fagiano per Fabiana, la lepre per Cinzia e la coscia di cervo per Victoire. Al termine della manche, lo chef che aveva creato il piatto migliore andava direttamente nella Finale.
  - Sede: Palazzina di caccia di Stupinigi
  - Ospite:  Carlo Bogliotti, direttore di Slow Food
  - Chef migliore:  Due corna del cervo nella corte del re (Victoire)
- Final Blade
  - Sfidanti:  Luca, Fabiana e Cinzia
  - Prova:  Nel primo round del Final Blade, i tre chef dovevano preparare il maggior numero di piatti a base di pesche in 60 minuti, facendo almeno un piatto di pasta secca, inoltre, ad ogni piatto creato esso doveva essere portato ai giudici. Al termine della prova, lo chef migliore si è salvato, mentre gli altri due si sono dovuti scontrare in un duello finale. Nel secondo round, i duellanti dovevano preparare un piatto utilizzando come ingrediente principale la birra in 40 minuti.
  - Chef migliore (1º round): Luca
  - Eliminata: Cinzia

### Decima puntata
Data: Giovedì 9 novembre 2017
- Quickfire Test
  - Ingredienti: In questa prova, i tre chef finalisti dovevano reinventare un piatto portato dallo chef ospite in 60 minuti. Per ogni chef era abbinato un piatto realizzato dallo chef ospite nella preparazione gli sfidanti potevano richiedere l'aiuto per 5 minuti dello chef ospite assegnato. Le proposte erano: Seppia alla diavola; Animelle di vitello; Merluzzo in giallo. Al termine della manche, lo chef migliore è potuto accedere direttamente al menù finale.
  - Ospiti:  gli chef stellati: Andrea Aprea del ristorante V di Milano; Anthony Genovese del ristorante Il Pagliaccio di Roma; Chicco Cerea del ristorante Da Vittorio.
  - Chef migliore:  Victoire
- Cook Off
  - Tema:  In questa prova, i due chef ancora in gara in 40 minuti, dovevano preparare un piatto utilizzando degli ingredienti posti su una cloche coperta o su una al buio a propria scelta. Successivamente, ogni 5 minuti per sei volte gli sfidanti potevano scegliere tra gli altri ingredienti se utilizzare quello con la cloche scoperta o con quella al buio con la possibilità di trovare un jolly cioè di andare a prendere un ingrediente in dispensa.
  - Proposte:  Serra, lattico e amaro (Luca); Azione e reazione (Fabiana)
  - Eliminato:  Luca
- Il menù finale
  -     - Prova: In questa prova finale, i due chef finalisti dovevano preparare in 90 minuti un menù completo di antipasto, primo, secondo e dolce da far assaggiare a 20 persone. Entrambi i concorrenti si sono potuti avvalere di due sous-chef, scelti tra gli ex concorrenti, per aiutarli nella preparazione del menù: Fabiana ha scelto Francesco e Cinzia; Victoire ha scelto Bonetta e Cristian. Per ogni piatto, gli chef potevano dare da una a tre stelle. Al termine del servizio, dopo l'assaggio da parte dei giudici è stato decretato il vincitore della seconda edizione di Top Chef Italia.
    - Menù di Fabiana (Il sole dentro... Vieni a vedere perché):  Salsedine al crepuscolo; Sempre caro mi fu quest'ermo colle; E poi ritorno a casa; Ricordi di costiera.
    - Menù di Victoire (V): Meli Melo; Ravioli nell'orto; Mare azzurro; Rosso di sera.
    - Vincitore:  Fabiana

## Ascolti
| Puntata | Data              | Telespettatori | Share |
| ------- | ----------------- | -------------- | ----- |
| 1       | 7 settembre 2017  | 410.000        | 1,90% |
| 2       | 14 settembre 2017 | 444.000        | 1,90% |
| 3       | 21 settembre 2017 | 391.000        | 1,60% |
| 4       | 28 settembre 2017 | 364.000        | 1,50% |
| 5       | 5 ottobre 2017    | 404.000        | 1,70% |
| 6       | 12 ottobre 2017   | 423.000        | 1,70% |
| 7       | 19 ottobre 2017   | 436.000        | 1,70% |
| 8       | 26 ottobre 2017   | 478.000        | 1,90% |
| 9       | 2 novembre 2017   | 546.000        | 2,20% |
| 10      | 9 novembre 2017   | 668.000        | 2,70% |
|         | Media             | 456.000        | 1,88% |